# کالیکو ام۱۰۰
کالیکو ام۱۰۰ (به انگلیسی: Calico M100) اسلحه‌ای‌است نیمه‌اتوماتیک با کالیبر ۰.۲۲ ال‌آر ساخت کارخانهٔ کالیکو لایت ویپنز سیستمز مستقر در هیلسبرو، اورگن در ایالات متحده آمریکا. این اسلحه با با رانش مستقیم گاز باروت به عقب مسلح‌می‌شود. طراحی و تولید آن در دههٔ ۱۹۸۰ میلادی انجام‌شد و در آغاز پیش‌بینی می‌شد که به دلیل سبکی‌اش مورد استفادهٔ پلیس و نیروهای نظامی قرارگیرد.
کالیکو ام۱۰۰ خشابی ۲۰۰تیره و ۹میلی‌متری حلزونی‌شکل منحصربه‌فرد دارد که در بالای این اسلحه جای‌می‌گیرد. فروش این اسلحه مطابق قوانین فدرال ضد فروش اسلحه‌های تهاجمی در آمریکا ممنوع است.